# Американо-российский фонд по экономическому и правовому развитию
Американо-российский фонд по экономическому и правовому развитию (англ. The U.S. Russia Foundation) — американская некоммерческая организация, основанная в 2008 году, целью которой является укрепление отношений между Соединёнными Штатами Америки и Российской Федерацией. Первоначально созданная со штаб-квартирой в Москве, организация привлекла негативное внимание со стороны российского правительства и в 2015 году переехала в Вашингтон, округ Колумбия, США.

## История

### Американо-российский инвестиционный фонд (1995-2008)
Американо-российский фонд по экономическому и правовому развитию создан в результате реорганизации Американо-российского инвестиционного фонда (англ. The U.S. Russia Investment Fund), который был создан Правительством США в 1995 году в соответствии с Законом о поддержке восточноевропейской демократии (SEED) 1989 года. Большая часть денег поступила от Агентства США по международному развитию (USAID).
Основной целью фонда было продвижение инвестиций в Россию, специализируясь на капиталовложениях в компании среднего бизнеса. К 2005 году фонд инвестировал 300 миллионов долларов в 44 российские компании.
В 2008 году был преобразован в Американо-российский фонд по экономическому и правовому развитию (USRF).

### Американо-российский фонд по экономическому и правовому развитию (2008-настоящее время)
Президенты Джордж Буш и Владимир Путин объявили о создании Американо-российского фонда по экономическому и правовому развитию на 32-м саммите «Большой восьмерки» в 2006 году. Фонд был зарегистрирован в США в 2008 году, а в России в 2009 году. С 2009 по 2015 год имел московский офис.
Начиная с 2013 года, фонд наряду с другими западными организациями подвергался нарастающим атакам со стороны антизападных российских организаций и СМИ. В 2015 году генеральному директору фонда Марку Помару было отказано во въезде в Россию.  Кроме того, фонд был признан нежелательной организацией, в соответствии с Федеральным законом от 28 декабря 2012 года № 272-ФЗ «О мерах воздействия на лиц, причастных к нарушениям основополагающих прав и свобод человека, прав и свобод граждан Российской Федерации». Генеральная прокуратура России утверждала, что фонд представляет угрозу основам конституционного строя Российской Федерации и безопасности государства. Государственный департамент США на действия российских властей заявил: «Мы отвергаем утверждение о том, что деятельность фонда представляет угрозу безопасности России. Действия властей являются еще одним преднамеренным шагом, направленным на дальнейшую изоляцию россиян от остального мира».
После закрытия штаб-квартиры в Москве в 2015 году фонд переехал в Вашингтон, округ Колумбия, США.

## Руководство
Президентом и главным исполнительным директором фонда является Мэтью Рожански. До него исполнительным директором была Селеста Валландер, которая ранее занимала должности специального помощника Президента Барака Обамы и старшего директора по России и Евразии в Совете национальной безопасности США (2013–2017 годы).
С 2018 года Председателем Совета директоров фонда является Джон Байерли.  